# Remigia nigripunctata
Remigia nigripunctata là một loài bướm đêm trong họ Erebidae.